# Canavalia cathartica
Canavalia cathartica là một loài thực vật có hoa trong họ Đậu. Loài này được Thouars miêu tả khoa học đầu tiên.

## Hình ảnh

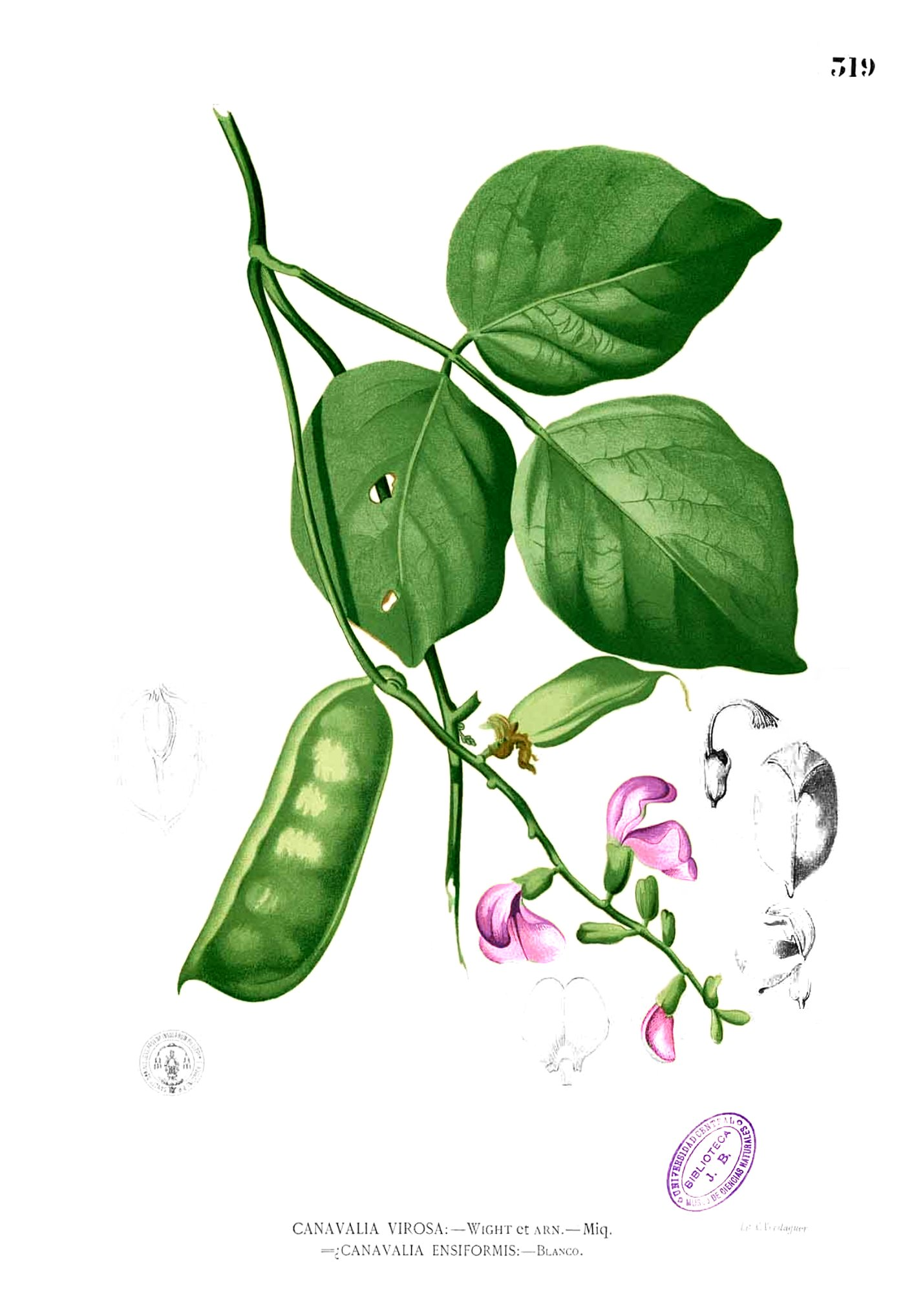
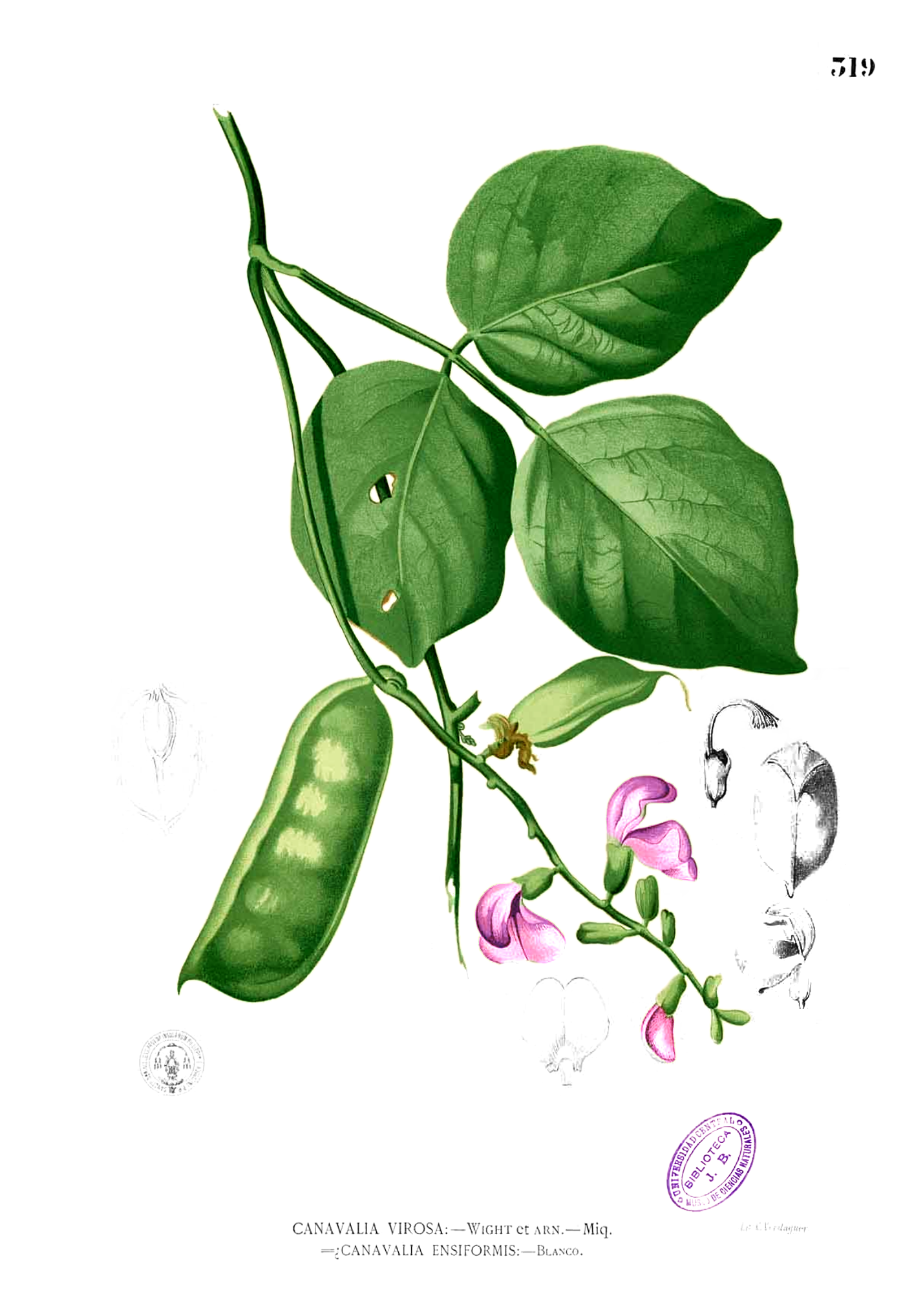
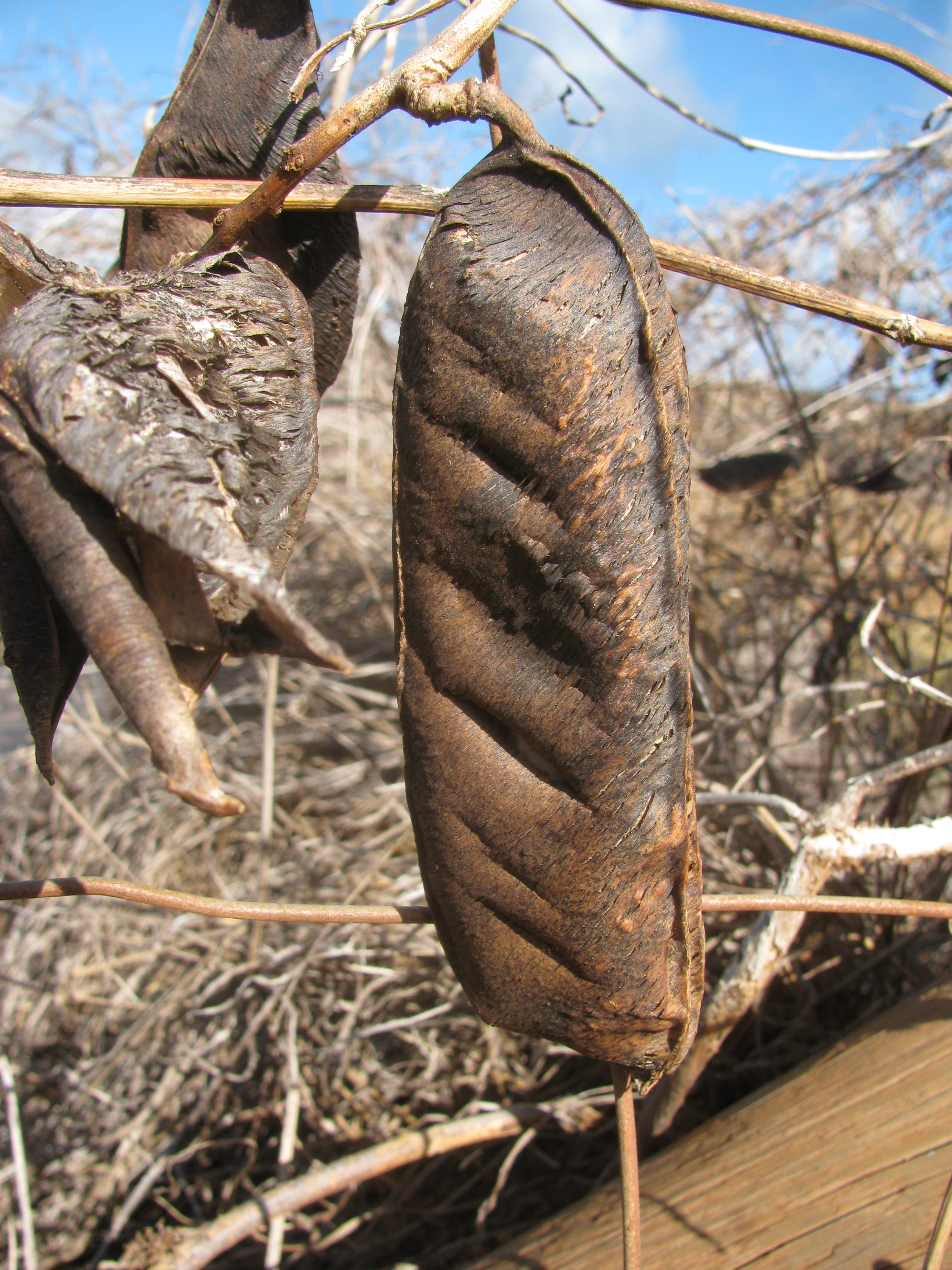
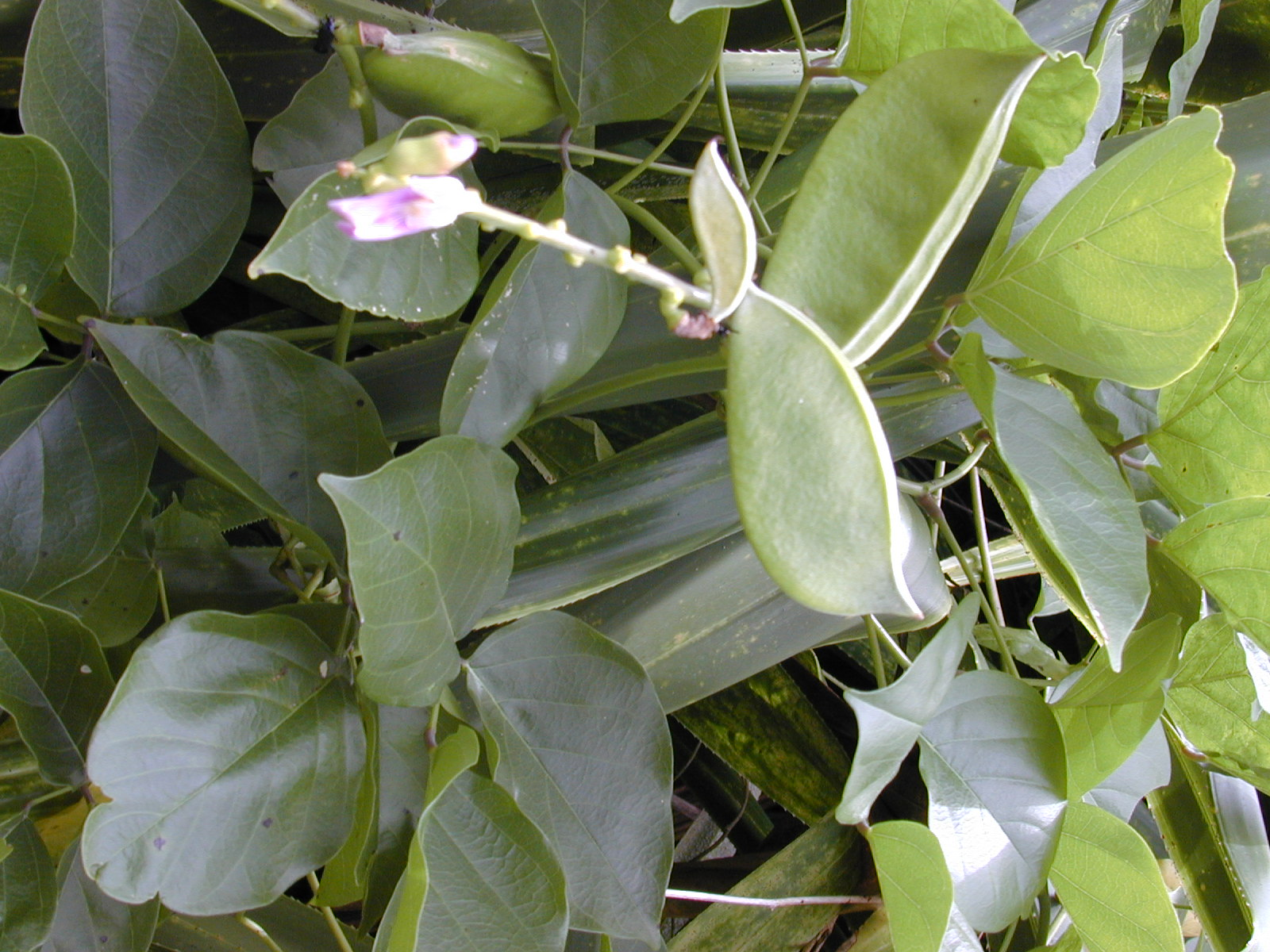